# GZ Media
A GZ Media egy Csehország-beli hanglemezgyár, melyet 1948-ban alapítottak a Prágához közeli Loděnicében.

## Története
A hanglemezgyártás 1951-ben kezdődött. A gyár közel 2000 embert alkalmaz szerte a világon, viszont a hanglemezgyártás főbb műveletei itt zajlanak. A több mint 50 éve megalapított gyár mára már a világ legnagyobb hanglemezgyárának számít, valamint anno a keleti blokk meghatározó lemezgyára is volt.
A GZ Media amerikai befektetők támogatásával modern üzleti vállalkozássá fejlődött, amely a világszerte gyártott összes hanglemez körülbelül 60%-át teszi ki. A Guardian szerint a GZ Media 2016-ban 76 millió fontot termelt, és várhatóan évente több mint 25 millió hanglemezt állít elő gyárában. 2015-ben a rekord napi 65 ezer darabos préselés volt.

## Fontos események évszámokban
- 1948 - Megalapítják a Gramofonové Závody nevű céget
- 1951 -  Elindul a hanglemezgyártás
- 1972 - Elindul a kazettagyártás
- 1985 - Elindul a DMM (digital master) technológiával a lemezvágás
- 1988 - Elindul a CD gyártás
- 2001 - Legördül az első DVD lemez
- 2007 - Megjelennek a különböző alakú hanglemezek
- 2009 - Elindul a "multimédiás" hanglemezborító gyártás
- 2010 - Új egyedi vinyl mastering
- 2012 - Évi 7,5 millió hanglemezt gyártanak
- 2014 - A termelés évi 14 millióra növekszik
- 2014-2015 - Új hanglemezpréselő gép prototípusát tesztelik
- 2015 - A termelés évi 18 millióra növekszik
- 2016 - A cég 65 születésnapját ünnepli
- 2016 - Zdenek Pelc díjat kap az év vállalkozója 2015-ben a Cseh köztársaságban címen
- 2016 - Évi 24 millióra növekszik az éves termelés
- 2017 - Megnyílik Kanadában az új hanglemezgyár

## Árak

### LP
- 250 darabszám esetén - 986 Euro
- 500 darabszám esetén -1330 Euro
- 1000 darabszám esetén - 2041 Euro

### 12" DJ Maxik
- 250 darabszám esetén - 720 Euro
- 500 darabszám esetén -1063 Euro
- 1000 darabszám esetén - 1733 Euro[10]